# Indikatrix
Unter einer Indikatrix versteht man in der Differentialgeometrie gekrümmter Flächen im Raum einen ebenen Kegelschnitt, der das lokale Krümmungsverhalten der Fläche in einem bestimmten Punkt beschreibt. Der Begriff wurde von Charles Dupin zu Beginn des 19. Jahrhunderts eingeführt und trägt daher auch den Namen Dupinsche Indikatrix. 

## Geometrische Beschreibung

Hyperbolischer Punkt einer Fläche (braun) mit Tangentialebene aus der engl. Wikipedia

In einer hinreichend kleinen Umgebung eines Punktes a einer Fläche (gegeben etwa durch z = f(x,y) mit f zweimal stetig-differenzierbar) lässt sich die Fläche durch eine Quadrik, also durch eine Fläche 2. Ordnung der Form z = g(x,y), beliebig genau annähern. Diese Schmiegequadrik wird die infinitesimal in Richtung der Flächennormalen bzw. der ihr entgegengesetzten Richtung verschobene Tangentialebene schneiden. Dabei können vier Fälle auftreten:
- Die Schnittmengen sind stets leer; die Schmiegequadrik ist zur Tangentialebene entartet. Man nennt a dennoch einen parabolischen Punkt (weil die Determinante der zweiten Fundamentalform verschwindet).
- Die Schnittmenge besteht aus zwei parallelen Geraden auf der einen Seite der Fläche und der leeren Menge auf der anderen (etwa im Fall eines Zylinders); man spricht von einem parabolischen Punkt der Fläche. Die Schmiegequadrik ist ein parabolischer Zylinder (vgl. Weblink unten)
- Die Schnittmenge ist bei Verschiebung in eine Normalenrichtung eine Ellipse und bei Verschiebung in die entgegengesetzte Richtung leer (etwa im Fall einer Kugeloberfläche); man nennt a einen elliptischen Punkt der Fläche. Die Schmiegequadrik ist ein elliptisches Paraboloid.
- Die Schnittmenge ergibt je nach Richtung der Verschiebung die eine oder andere Hyperbel eines konjugierten Hyperbelpaars (etwa im Fall einer Sattelfläche; vgl. Grafik rechts); man nennt a dann einen hyperbolischen Punkt der Fläche. Die Schmiegequadrik ist ein hyperbolisches Paraboloid.

### Die beiden Hauptkrümmungen
Diese vier Fälle werden heute üblicherweise über die beiden Hauptkrümmungen der Fläche unterschieden. Für diese gelten:
- Beide Hauptkrümmungen sind Null, wenn die Schmiegequadrik zur Tangentialebene entartet.
- Genau eine der beiden ist Null im Fall eines parabolischen Punkts mit nicht ebener Schmiegequadrik.
- Beide haben dasselbe Vorzeichen im Fall eines elliptischen Punkts.
- Beide haben unterschiedliche Vorzeichen im Fall eines hyperbolischen Punkts.

Das Produkt der beiden Hauptkrümmungen, die sogenannte Gaußsche Krümmung, ist also im Fall eines elliptischen Punktes positiv, im Fall eines hyperbolischen Punktes negativ; andernfalls ist sie Null.

## Formale Beschreibung
Jede durch den Punkt a verlaufende Gerade der Tangentialebene entspricht einem Kurvenstück auf der Fläche; dieses weist in a eine bestimmte Normalkrümmung κ auf. Falls κ nicht Null ist, ist der Radius des Krümmungskreises in a gegeben durch den Kehrwert von |κ|. Dann gehören die beiden im Abstand {\displaystyle {\sqrt {1/|\kappa |}}} zu a gelegenen Punkte der Ausgangsgerade zur Indikatrix von a.

## Anwendungen
- Das Indexellipsoid ist eine Indikatrix, die zur Berechnung der Doppelbrechung dient.
- Mit der Tissotschen Indikatrix werden Verzerrungseigenschaften von Kartennetzentwürfen überprüft.